# پوجیو پیچنتزه
پوجیو پیچنتزه (به ایتالیایی: Poggio Picenze) یک کومونه در ایتالیا است که در استان لاکویلا واقع شده‌است. پوجیو پیچنتزه ۱۱٫۶۱ کیلومتر مربع مساحت و ۱٬۰۳۸ نفر جمعیت دارد و ۷۵۶ متر بالاتر از سطح دریا واقع شده‌است.